# Я объявляю войну
«Я объявляю войну» (фр. La guerre est déclarée) — французский фильм 2011 года режиссёра Валери Донзелли, созданный и снятый ею совместно с Жереми Элькаймом.
Фильм посвящён Габриэлю и персоналу общественных больниц. Слоган — «Жизнеутверждающий гимн любви, которой под силу преодолеть невозможное».
В фильме описывается борьба двух молодых родителей с диагностированным их ребёнку раком.

## Сюжет

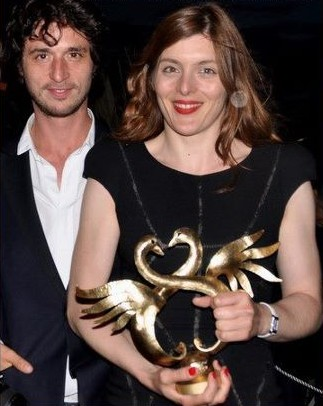
Авторы, главные герои и актёры фильма

Главные герои, Ромео и Джульетта, знакомятся на дискотеке. Спустя некоторое время у них рождается сын, которого они называют Адам. Когда Адаму было полтора года, он ещё не ходил, его иногда рвало; на осмотре педиатр замечает асимметрию лица мальчика. Джульетта с Адамом едут в Марсель на консультацию у невропатолога; врач обнаруживает в правой задней полости мозга опухоль, давящую на ствол головного мозга. Семья решает оперировать сына в Париже, с трудом («Чем отличаются бог и хирург? По крайней мере, бог не считает себя хирургом») добивается приёма у лучшего хирурга. Операция проходит успешно, несмотря на опасения, но опухоль оказывается злокачественной — изначально подозревается карцинома, а в итоге диагностируется опухоль рабдоидного типа, что значительно ухудшает прогноз. Семья продаёт квартиру. Лечение завершается выздоровлением Адама, но пара теряет друзей, помогавших вначале, сумев сохранить при этом верность семейной любви.
На протяжении всего фильма сделан акцент на том, чем заполняет свою жизнь пара — бег, игры, встречи с друзьями, общение, взаимодействие с родственниками (родителями Джульетты, матерью Ромео Габриэль и её женой), персоналом больницы. В ряде эпизодов до постановки диагноза показаны кадры деления раковых клеток в виде под микроскопом. Используется закадровый голос, объясняющий переживания героев.

## В ролях
- Валери Донзелли — Джульетта
- Жереми Элькайм — Ромео
- Сезар Дессе — Адам в возрасте 18 месяцев
- Габриэль Элькайм, сын Валери и Жереми, в действительности перенёсший рак[2] — Адам в возрасте 8 лет
- Брижит Си — Кладья, мать Ромео
- Элина Лёвенсон — Алекс, жена Кладьи
- Мишель Моретти — Женевья, мать Джульетты
- Филипп Лоденбак — Филипп, отец Джульетты
- Бастьен Буйон — Никос, друг Ромео
- Беатрис де Сталь — доктор Прат, педиатр
- Анна Ле Ни — доктор Фитусси, невролог
- Фредерик Пьерро — доктор Сант-Роз, хирург

## Саундтрек
- Frustration: Blind
- Жорж Делерю: Radioscopie
- Иоганн Себастьян Бах: Менуэт; Увертюра № 2 си минор, BWV 1067
- Вивальди: кантата Cessate, omai cessate
- Жаклин Тайеб: La Fac de lettres
- Ton grain de beauté, песня, написанная и исполненная Валери Донзелли совместно с Жереми Элькаймом
- Yuksek: Break Ya
- Вивальди: «Времена года»
- Луис Бонфа: Manha de carnaval по мотивам оперы «Чёрный Орфей»  (версия для оркестра)
- Эннио Морриконе: тема из La cosa buffa Альдо Ладо (1973)
- 5 Gentlemen: Si tu reviens chez moi
- Жак Ижелен: Je ne peux plus dire je t’aime в исполнении Алисы Гасто и Адриена Антуана
- Жак Оффенбах: «Парижская жизнь»
- Себастьян Теллье: Une vie de papa
- Лори Андерсон: O Superman
- Петер фон Пёль: The Bell Tolls Five
- Jacno: Rectangle

## Релизы в разных странах
Во Франции фильм стартовал 31 августа на 129 копиях, в течение 5 недель расширился до 305 копий в и собрал 6,4 млн долларов.

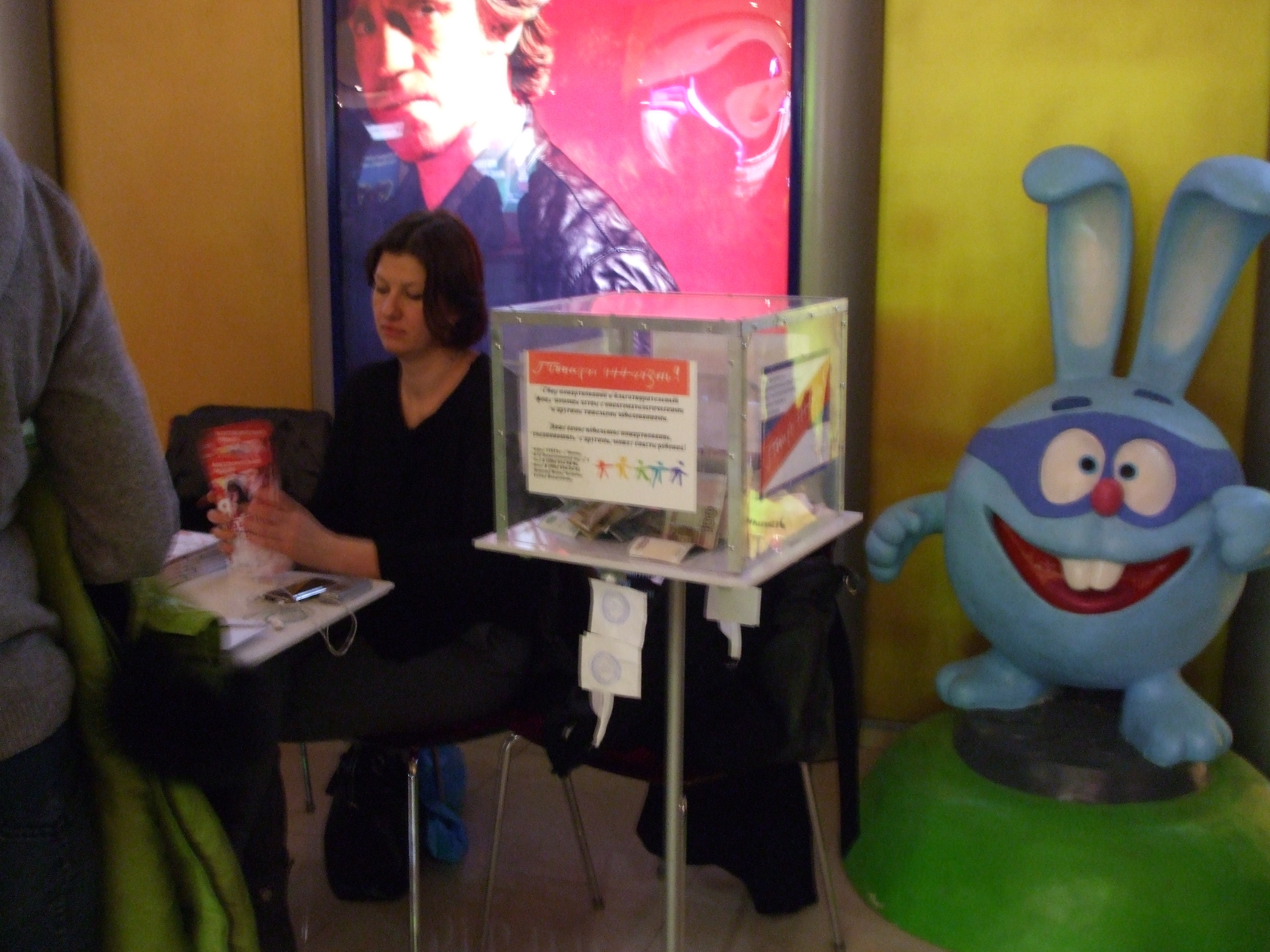
Сбор пожертвований перед премьерой в Москве

Премьера в России состоялась 9 ноября 2011 года в Москве, в кинотеатре «Октябрь», при поддержке «Каро-Фильм» и «Газпром-Медиа»; кроме того, предпремьерный показ состоялся в кинолаунже DOME. Половина средств, полученных распространителем фильма в прокате и на DVD в России (Каравелла-DDC), а также все средства, вырученные продажей билетов на премьерный показ, будут переданы в благотворительный фонд «Подари жизнь». Подобная передача средств является в России прецедентом.

## Техническая реализация
Фильм был снят на Canon EOS 5D Mark II.
- Звук: Андре Риго
- Монтаж: Полина Гайллар
- Декорации: Гаэлль Усандивара
- Костюмы: Элизабет Мею
- Кастинг: Карен Хоттойс
- Музыкально-художественный руководитель: Жереми Элькайм
- Производство: Эдуар Вей для Rectangle Productions
- Дистрибьютор во Франции: Wild Bunch

## Критика
Фильм получил множество положительных откликов (4,3 звезды из 5 в среднем). Le Monde дал драме все 5 звёзд: «Против рака несомненна сила счастья». Фильм представлял Францию на премии «Оскар» 2012 года в номинации «Лучший иностранный фильм». «Я объявляю войну» был фильмом открытия программы «Неделя критики» Каннского кинофестиваля 2011 (12 мая), после представления в Канне звучали десятиминутные овации.
Журнал TimeOut оценил фильм на 3 звезды из 5. Дети, больные онкологическими заболеваниями, присутствовавшие на премьере фильма в России, осудили образ жизни, несерьёзность главных героев. Журнал «Коммерсантъ» отметил некоторую неопытность режиссёра в работе с эмоциями зрителя, при этом в ряде рецензий было отмечено, что фильм не ставит целью вызывать жалость, наоборот, содержит много юмористических и ироничных деталей («Интернационал» в качестве колыбельной, инфантильное поведение самой пары, и так далее).
По состоянию на июнь 2012 года в Internet Movie Database фильм имел рейтинг 7.0 из 10, на сайте «Афиша» — 4.4 из 5.

## Награды
- Гран-при кинофестиваля в Кабуре 2011 года[16]
- Приз жюри, приз зрительских симпатий и награда блогеров на Festival Paris Cinéma в 2011 году[16]